# Thimio Kondi
Thimio Kondi, född den 2 juli 1948 i Gjirokastra i Albanien, död 26 augusti 2020, var president (ordförande) i Albaniens högsta domstol. Från augusti 1997 till juni 1999 tjänstgjorde han som justitieminister.